# Holzheim (powiat Neu-Ulm)
Holzheim – miejscowość i gmina w Niemczech, w kraju związkowym Bawaria, w rejencji Szwabia, w regionie Donau-Iller, w powiecie Neu-Ulm, wchodzi w skład wspólnoty administracyjnej Pfaffenhofen an der Roth. Leży około 7 km na wschód od Neu-Ulmu.

## Polityka
Wójtem gminy jest Ursula Brauchle, rada gminy składa się z 12 osób.
|      | CSU/Dorfgemeinschaft | UW/SPD | FWG | Razem |
| 2008 | 7                    | 3      | 2   | 12    |
| 2002 | 9                    | 3      | -   | 12    |